# Waaijenberg

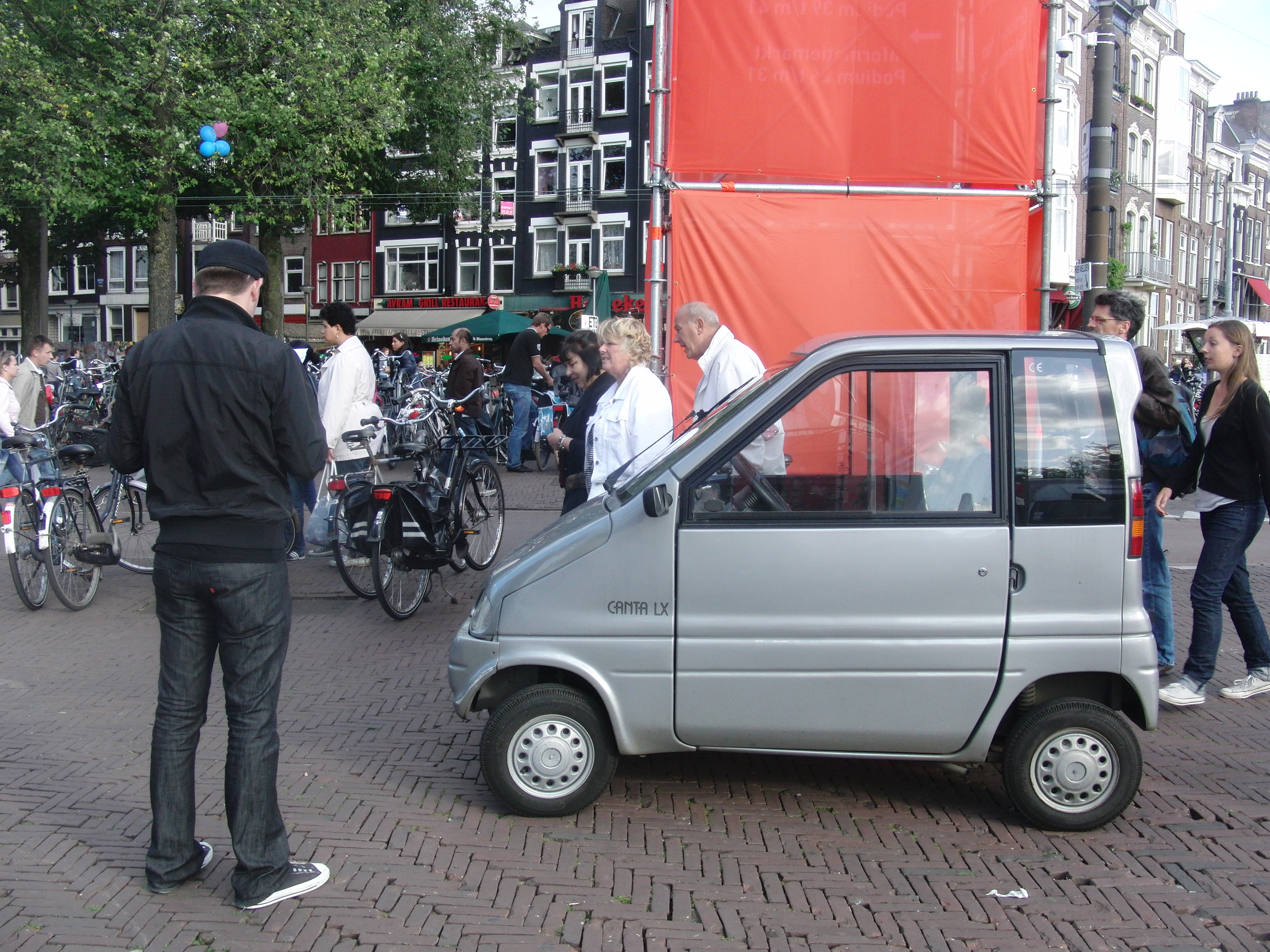
Waaijenberg Canta LX in 2009

Waaijenberg is de enige fabrikant van 45 km-auto's in Nederland. Waaijenberg produceert het 45 km voertuig Canta. Tevens verkoopt Waaijenberg brommobielen van het merk Microcar, Ligier, Chatenet en Aixam. De onderneming is gevestigd in Veenendaal, Amsterdam en Den Haag.

## Geschiedenis
In de jaren zeventig en tachtig was Waaijenberg bekend als de Nederlandse importeur van het Britse merk Reliant. Van dat merk werd de driewieler Reliant Robin het bekendst. Deze auto was vooral interessant voor mensen zonder rijbewijs voor vierwielige motorvoertuigen; de bestuurder kon volstaan met een rijbewijs voor motorfietsen.

## Voertuigen

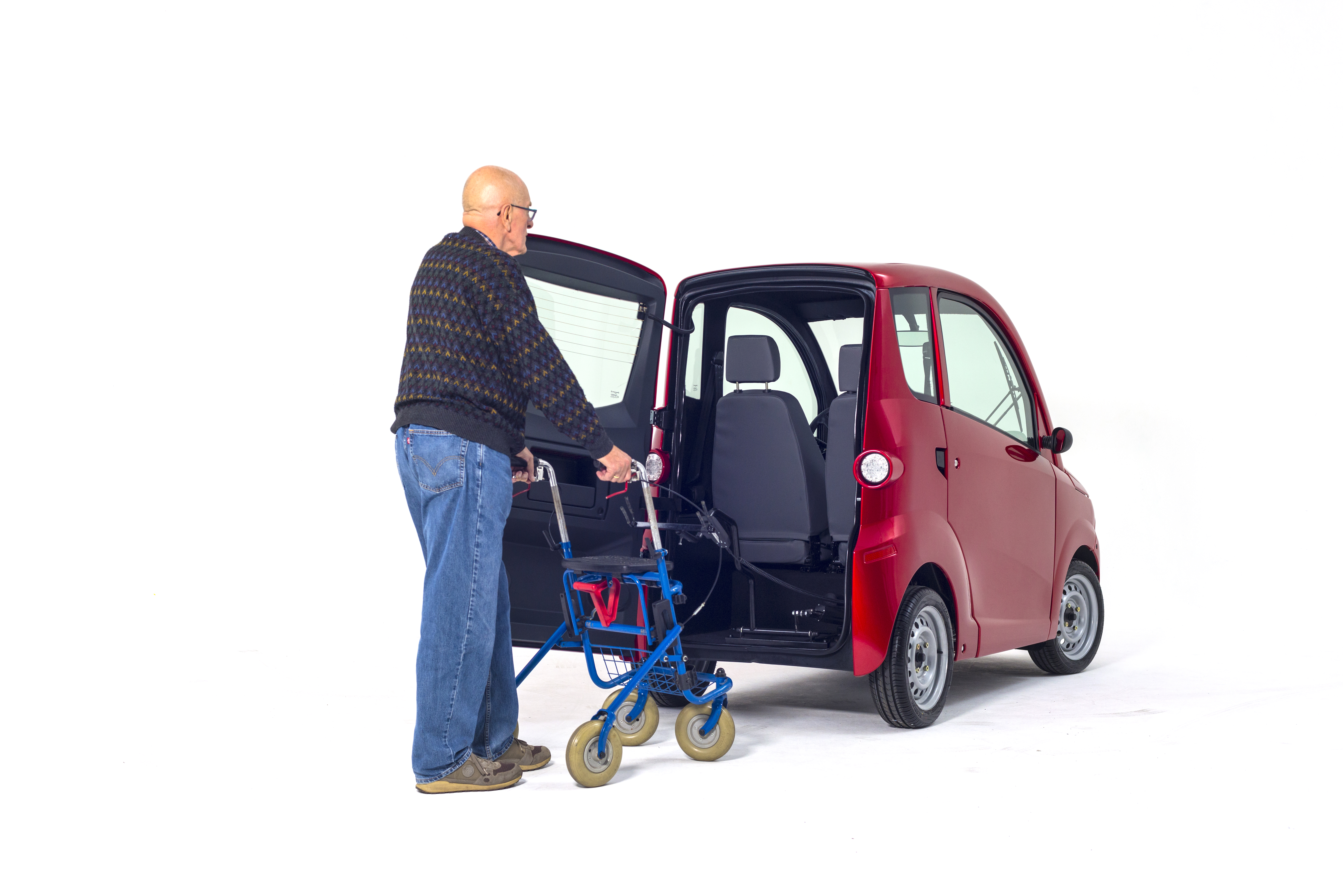
Canta2 gehandicaptenvoertuig

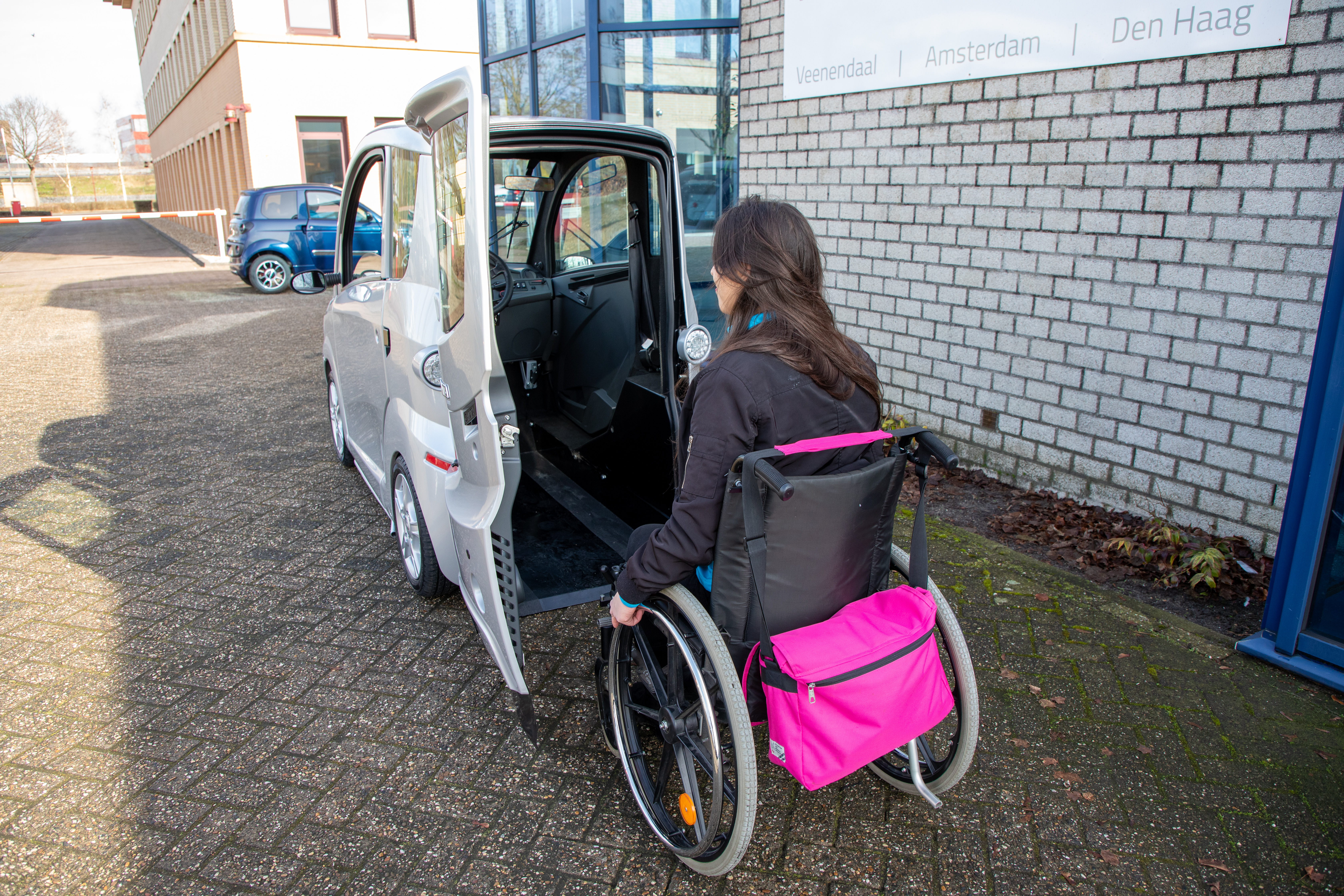
Inrij-Canta

In 1978 begaf het bedrijf zich op de markt van gehandicaptenvoertuigen, aanvankelijk als importeur van de Franse Arola. Van 1980 tot 1996 produceerde Waaijenberg de Arola zelf. In 1995 werd begonnen met de productie van een echt eigen model; het compacte gehandicaptenvoertuig Canta, dat samen met TNO in Delft ontwikkeld werd. In 2017 heeft Waaijenberg de opvolger van de Canta, de Canta2, geïntroduceerd. Deze uitvoering is verkrijgbaar met benzinemotor of elektromotor. Tevens is de Canta2 leverbaar als "Inrij-canta". Dit is het model wat je kunt besturen vanuit je rolstoel. Waaijenberg levert tegenwoordig ook brommobielen.